# Ferreirinho-de-cara-branca
Ferreirinho-de-cara-branca (nome científico: Poecilotriccus albifacies) é uma ave passeriforme da famílias dos tiranídeos. É encontrada principalmente no Peru, mas também foi registrada no Brasil em 2010.
Espécie muito rara, encontrada na região sudeste peruana - a nordeste de Cuzco e ao sul de Madre de Deus; a área tem extensão de 20 mil km².
Embora sua população esteja em declínio, esta não é considerável; é estimada uma população em torno de dez mil indivíduos.